# Acadèmia internacional de ciència quàntica molecular
L'Acadèmia internacional de ciència quàntica molecular o IAQMS segons l'abreviació del nom anglès, és una societat científica internacional que reuneix experts en totes les aplicacions de la teoria quàntica, la química i física química. Va ser creat a Menton (França) el 1967. Els membres fundadors eren Raymond Daudel, Per-Olov Löwdin, Robert G. Parr, John Pople i Bernard Pullman. La fundació va ser recolzada pel premi nobel Louis de Broglie.
L'acadèmia atorga cada any des del 1967 una medalla a un jove membre de la comunitat científica que s'hagi distingit per una contribució pionera i important. Des de 1973 organitza cada tres anys un congrés internacional.